# Jacqueline Hughes-Oliver
Pour les articles homonymes, voir Hughes et Oliver.
Jacqueline Mindy-Mae Hughes-Oliver, née en 1966, est une statisticienne américaine d'origine jamaïcaine, dont les domaines de recherche sont la découverte de médicaments (en) et la chimiométrie. Elle est professeure au département de statistique de l'Université d'État de Caroline du Nord (NCSU).

## Biographie

### Jeunesse et formation
Hughes-Oliver est née en Jamaïque, où elle a grandi et est allée à l'école. Elle vivait chez sa grand-mère pendant que sa mère travaillait aux États-Unis, à Cincinnati. Elle est devenue citoyenne américaine à l'âge de 12 ans et a emménagé aux États-Unis à l'âge de 15 ans. Elle a obtenu son diplôme avec mention en mathématiques de l'Université de Cincinnati en 1986 et a obtenu son doctorat en statistique de l'Université d'État de Caroline du Nord (NCSU) en 1991, devenant peut-être le premier Afro-Américain titulaire d'un doctorat de son département. Sa thèse, dirigée par William H. Swallow, portait sur les tests de groupe (en) adaptatifs.

### Carrière
Après avoir occupé un poste temporaire à l'Université du Wisconsin à Madison, Hughes-Oliver est retournée au NCSU en tant que membre du corps professoral en 1992. Au NCSU, elle a dirigé le Exploratory Center for Cheminformatics Research, un groupe de recherche important qu'elle a fondé en 2005 avec une subvention importante du National Institutes of Health, et a dirigé le programme d'études supérieures en statistiques à partir de 2007,. Elle a également été professeure de statistique à la George Mason University de 2011 à 2014, mais a conservé son poste au NCSU et y est revenue.

## Prix et distinctions
En 2007, Hughes-Oliver a été élue membre de l’American Statistical Association,. Elle est la lauréate 2014 du prix Blackwell–Tapia, décerné à la fois pour sa contribution à la méthodologie et aux applications de la statistique et pour ses efforts pour accroître la diversité des sciences mathématiques.